# Seiches-sur-le-Loir

Seiches-sur-le-Loir este o comună în departamentul Maine-et-Loire, Franța. În 2009 avea o populație de 2,986 de locuitori.